# 大豊昌央
大豊 昌央（おおゆたか まさちか、1955年3月29日 - ）は、新潟県北魚沼郡堀之内町（現・同県魚沼市）出身で時津風部屋に所属した元大相撲力士。本名は鈴木 栄二（すずき えいじ）。現役時代の体格は187cm、165kg。得意手は左四つ、寄り。最高位は西小結（1983年1月場所）。部屋公式プロフィールによると、好物は野菜、豆腐、納豆、梅干、甘くない辣韭、玄米、ネギ、ちりめんじゃこなどのヘルシー系。

## 来歴・人物
中学時代はスキーや陸上競技を経験し、中学卒業後は実家の土建会社に就職した。18歳の時に知人から時津風親方（元大関・豊山）を紹介され上京し、時津風部屋に入門。1973年11月場所で初土俵を踏んだ。初土俵の同期には、後の前頭・栃剣がいる。
序ノ口から僅か2年半で幕下昇進を果たすも、なかなか体重が増加しなかった上に右肩を負傷したことにより三段目で長く低迷した。一時は廃業を決心し実家に帰ったこともあったが、父に叱られ帰参した。以後は徐々に体重も増えてゆき、三段目上位や幕下でも勝ち越せるようになった。
1981年1月、25歳で新十両に昇進。当時の体重は130kg程しかなかったが、この頃から急激に体重が増えはじめ、1982年5月場所で新入幕を果たした時には150kgを超えるまでに急増した。堂々たる太鼓腹を利した四つ相撲を得意とし、その姿は横綱を彷彿させる相撲の錦絵のようだった。
1982年11月場所では、東前頭9枚目の地位で11勝4敗と大勝ちし敢闘賞候補に挙がったが、惜しくも同賞受賞を逸した（当場所で同賞を受賞した力士は、同部屋の大先輩・大潮だった）。しかし、当場所の好成績により翌1983年1月場所で、新三役（小結昇進）を果たした。当場所では5勝10敗と大きく負け越したが、3日目には新大関・若島津に叩き込みで勝ち、大関としての初黒星を与えた。
その後、勝ち味が遅かった取り口や肘や肩の怪我により低迷し三役に復帰することもできず、1984年7月場所を最後に幕内から遠ざかった。そして1985年7月場所では幕下に陥落し、幕下で2場所連続で全休したため、同年11月場所では、三段目にまで陥落してしまった。三役経験者の三段目陥落は1938年5月場所の元関脇・出羽ヶ嶽以来、47年ぶり2例目の珍事であった。当場所では後の幕内・南海龍や後の十両・前進山を撃破し7戦全勝で三段目優勝、1場所で幕下へ復帰する形となった。
その後も復調し、1986年5月場所では西幕下3枚目まで番付を戻したが、関取への返り咲きはならなかった。
1987年1月場所後、31歳で引退。
当初は相撲協会に残るつもりはなかったとされるが、年寄・荒汐を襲名し、時津風部屋付きの親方として後進の指導に当たった。現役引退後、一時体調を崩したこともあり、節制を試み大幅な減量に成功。現役時代の面影が全くなくなる程の痩身に変化した。
2002年6月、師匠・時津風親方の停年（定年）直前に分家独立し、荒汐部屋を創設。なお準備段階で師匠夫妻に反対されたり、自身が胃潰瘍で入院するなどの苦難に遭った。師匠としては幕内・蒼国来、若隆景、若元春と3人の関取を育てた。
2011年、大相撲八百長問題で蒼国来が解雇され、監督不行き届きに対する処分として委員から主任へ降格となった。しかし、2013年4月に蒼国来の解雇は訴訟の判決で無効とされ、これに伴い自身の処分も取り消しとされた。
2020年3月26日付で、弟子の蒼国来が現役を引退して9代荒汐を襲名（蒼国来は2019年9月に日本国籍を取得し、また、上述の解雇期間も幕内に在位していたものと見なされ、年寄襲名条件を満たしていた。）し、荒汐部屋を継承することが承認された。大豊は同月28日に日本相撲協会の停年（定年）退職を迎える予定だったが、これに伴い2日だけ前倒しする形で退職した。
2022年7月場所前にマスコミのインタビューに応じ、若隆元・若元春・若隆景（大波三兄弟）の入門の経緯や指導に関してのこと、また最近の大相撲について私見を語った。ダンベルを用いたウェイトトレーニング等の体幹を鍛える稽古は増えているが、土俵上で「相撲を取る稽古」が減っており、負けたときの受け身が身についていないことがケガの多さと関係していると述べた。今の時代に沿わない昔の稽古はできないが「相撲を取る稽古」はもっと増やすべきとしていた。
長男の力は荒汐部屋に所属し、三段目まで昇進。2017年1月場所限りで引退して以降は2年ほど清掃会社に勤務した後に退職し、2023年8月の報道によると部屋の事務作業を手伝いつつ、同年6月には姉と相撲ショップ「力山商店 YORIKIRI」をオープンした。相撲ショップは部屋から「徒歩3秒」の所に立地している

## 主な成績・記録
- 通算成績：382勝345敗42休 勝率.525
- 幕内成績：85勝110敗 勝率.436
- 現役在位：79場所
- 幕内在位：13場所
- 三役在位：1場所（小結1場所）
- 各段優勝
  - 十両優勝：1回（1982年3月場所）
  - 三段目優勝：1回（1985年11月場所）
  - 序二段優勝：1回（1977年5月場所）

### 場所別成績
| | 一月場所 初場所（東京） | 三月場所 春場所（大阪）   | 五月場所 夏場所（東京） | 七月場所 名古屋場所（愛知） | 九月場所 秋場所（東京） | 十一月場所 九州場所（福岡） |
| --- | ----------------------- | ------------------------- | ----------------------- | --------------------------- | ----------------------- | --------------------------- |
| 1973年 （昭和48年） | x                       | x                         | x                       | x                           | x                       | 番付外 1–2                  |
| 1974年 （昭和49年） | 西序ノ口8枚目 6–1       | 西序二段53枚目 3–4        | 東序二段69枚目 6–1      | 西序二段12枚目 3–4          | 東序二段25枚目 6–1      | 西三段目60枚目 5–2          |
| 1975年 （昭和50年） | 西三段目32枚目 4–3      | 東三段目18枚目 3–4        | 東三段目31枚目 4–3      | 東三段目19枚目 4–3          | 東三段目6枚目 3–4       | 東三段目17枚目 1–6          |
| 1976年 （昭和51年） | 東三段目48枚目 5–2      | 西三段目17枚目 5–2        | 東幕下51枚目 3–4        | 西三段目筆頭 5–2            | 西幕下35枚目 0–1–6      | 西三段目10枚目 2–5          |
| 1977年 （昭和52年） | 西三段目33枚目 3–4      | 東三段目47枚目 休場 0–0–7 | 西序二段2枚目 優勝 7–0  | 西三段目10枚目 3–4          | 東三段目25枚目 3–3–1    | 東三段目38枚目 6–1          |
| 1978年 （昭和53年） | 西幕下54枚目 6–1        | 東幕下22枚目 4–3          | 東幕下17枚目 2–5        | 西幕下37枚目 5–2            | 西幕下22枚目 3–4        | 西幕下31枚目 6–1            |
| 1979年 （昭和54年） | 西幕下11枚目 4–3        | 東幕下7枚目 休場 0–0–7    | 東幕下37枚目 3–4        | 東幕下46枚目 4–3            | 東幕下35枚目 4–3        | 東幕下28枚目 4–3            |
| 1980年 （昭和55年） | 東幕下20枚目 3–4        | 西幕下28枚目 5–2          | 東幕下15枚目 5–2        | 東幕下7枚目 4–3             | 東幕下4枚目 4–3         | 西幕下筆頭 4–3              |
| 1981年 （昭和56年） | 東十両13枚目 8–7        | 西十両9枚目 8–7           | 東十両6枚目 8–7         | 東十両2枚目 3–12            | 西十両12枚目 10–5       | 西十両6枚目 10–5            |
| 1982年 （昭和57年） | 東十両筆頭 6–9          | 東十両5枚目 優勝 12–3     | 西前頭12枚目 3–12       | 東十両5枚目 10–5            | 西前頭13枚目 8–7        | 東前頭9枚目 11–4            |
| 1983年 （昭和58年） | 西小結 5–10             | 西前頭3枚目 5–10          | 東前頭7枚目 6–9         | 東前頭10枚目 9–6            | 西前頭3枚目 5–10        | 西前頭8枚目 8–7             |
| 1984年 （昭和59年） | 東前頭5枚目 7–8         | 東前頭7枚目 7–8           | 西前頭7枚目 5–10        | 西前頭13枚目 6–9            | 東十両3枚目 8–7         | 東十両2枚目 6–9             |
| 1985年 （昭和60年） | 東十両8枚目 6–9         | 東十両11枚目 9–6          | 西十両6枚目 3–12        | 西幕下4枚目 休場 0–0–7      | 西幕下44枚目 休場 0–0–7 | 西三段目24枚目 優勝 7–0     |
| 1986年 （昭和61年） | 西幕下28枚目 6–1        | 東幕下10枚目 5–2          | 西幕下3枚目 2–5         | 西幕下16枚目 2–5            | 西幕下36枚目 4–3        | 西幕下28枚目 4–3            |
| 1987年 （昭和62年） | 東幕下21枚目 引退 0–0–7 | x                         | x                       | x                           | x                       | x                           |
| 各欄の数字は、「勝ち-負け-休場」を示す。 優勝 引退 休場 十両 幕下 三賞：敢=敢闘賞、殊=殊勲賞、技=技能賞 その他：★=金星 番付階級：幕内 - 十両 - 幕下 - 三段目 - 序二段 - 序ノ口 幕内序列：横綱 - 大関 - 関脇 - 小結 - 前頭（「#数字」は各位内の序列） |                         |                           |                         |                             |                         |                             |

## 幕内対戦成績
| 力士名   | 勝数 | 負数 | 力士名      | 勝数 | 負数 | 力士名       | 勝数 | 負数 | 力士名 | 勝数 | 負数 |
| -------- | ---- | ---- | ----------- | ---- | ---- | ------------ | ---- | ---- | ------ | ---- | ---- |
| 青葉城   | 3    | 4    | 朝潮        | 1    | 2    | 旭富士       | 2    | 3    | 板井   | 2    | 1    |
| 巨砲     | 1    | 2    | 大錦        | 1    | 2    | 大ノ国       | 1    | 4    | 魁輝   | 4    | 6    |
| 北の湖   | 0    | 2    | 騏ノ嵐      | 1    | 0    | 麒麟児       | 2    | 3    | 黒瀬川 | 0    | 1    |
| 高望山   | 0    | 3    | 琴風        | 1    | 3    | 琴千歳       | 1    | 0    | 斉須   | 4    | 2    |
| 蔵玉錦   | 1    | 0    | 逆鉾        | 3    | 2    | 佐田の海     | 3    | 7    | 嗣子鵬 | 3    | 0    |
| 陣岳     | 2    | 1    | 神幸        | 2    | 1    | 大寿山       | 3    | 3    | 大徹   | 0    | 1    |
| 隆の里   | 0    | 3    | 隆三杉      | 3    | 0    | 高見山       | 0    | 4    | 多賀竜 | 4(1) | 3    |
| 玉龍     | 3    | 0    | 千代の富士  | 0    | 3    | 出羽の花     | 0    | 5    | 闘竜   | 3    | 4    |
| 栃赤城   | 1    | 1    | 栃司        | 1    | 2    | 栃剣         | 1    | 3    | 栃光   | 1    | 5    |
| 飛騨乃花 | 5    | 1    | 富士櫻      | 2    | 0    | 鳳凰         | 1    | 1    | 北天佑 | 1    | 3    |
| 保志     | 1    | 1    | 舛田山      | 3    | 3    | 三杉磯(東洋) | 3    | 2    | 若嶋津 | 1    | 2    |
| 若瀬川   | 0    | 1    | 若乃花(2代) | 1(1) | 0    | 若の富士     | 1    | 2    | 鷲羽山 | 3    | 0    |

## 年寄変遷
- 荒汐 崇司（あらしお しゅうじ、1987年1月-2020年3月）